# Воскресенська церква (Лютенька)

Воскресенська церква. Лютенька

Воскресенська церква — дерев'яних козацький храм що існував на території села Лютенька, Гадяцького району Полтавської області приблизно з 1700-х років до 1930 року.

## Розташування
Церква була побудована в центрі села Лютенька, поруч із Свято-Успенським храмом. Станом на 2019 рік на даній території розміщено парк.
У 2020 році на місці церкви встановлено пам'ятний хрест силами Свято-Успенської громади  під керівництвом о. Василя (Лило).

## Історія
Час спорудження першої дерев'яної церкви на честь Воскресіння Господнього не встановлений. Найдавніша письмова згадка про храм (опис церковного майна, в якому йдеться про придбання дев'яти пудового дзвону) відноситься до 1731. Друга відома 1790 рік — церква згоріла. Третю дерев'яну церкву на старому місці споруджено 1793. У 1839 до неї була прибудована дзвіниця. 1850 церкву перебудували: встановили на мурований цоколь, прибудували два притвори і влаштували хори з вівтарем на честь Образу Спаса Нерукотворного. Згідно з описом 1885, це була однобанна, п'ятидільна церква.
У 1902 володіла 11 дес. 2344 кв. саж. церковної, 41 дес. 1700 кв. саж. ружної, у тому числі 0,25 дес. ґрунтової землі. Мала церковну сторожку. Діяла церковнопарафіяльна школа (містилася у власному будинку), та церковнопарафіяльне попечительство. 1902 парафіян — 991 душа чоловічої, 992 душі жіночої статі; 1912 парафіян привілейованих станів — 7, міщан — 35, козаків — 1198, селян — 802.
В 1899 році було рішення збудувати нову церкву. Полтавською Духовною Консисторією була видана книга на збір пожертв на будівництво:
"1899 г. августа 27 дня выдана сборная книга за №18320, на имя казака Димитрія Андреевича Перевала на постройку новой Воскресенской церкви м. Лютеньки, Гадячскаго уезда (Полтавскія епархіальнія въедомости 1899г.)"
Згідно запису «Клировой книжки» Полтавської єпархії за 1902 р. значиться : «Воскресенская церковь местечка Лютенька –деревяная, с такой же колокольней, холодная, построенная в 1793 году, церковная сторожка, церковная библиотека, церковнопарафияльное попечительство. Церковно-приходская школа в собственном доме. Земли церковной 11 десятин 2344 кв.сажен, ружной –41 десятина 170 сажен.»
У книзі Грановського «Полтавская єпархия в ея прошлом и настоящем» читаємо: «…церковь Воскресенская: на хорах, есть 2 престола, икона Нерукотворного образа. В 1793г.  была уже третья церковь на этом месте . Первая построена  в 1731 году ( в этом  году по описи куплен к ней колокол 9 пудов.) Вторая сгорела в 1790 году. К ней пристроена колокольня в 1839 году. В 1850г. при пристройке церкви в ней устроены хоры и на них в 1854г. придел…»
Під час встановлення в Лютенці влади УНР парафія Воскресіньсокої церкви перейшла до УАПЦ.
Зруйнована церква радянською владою у 1930-х роках. Церкву було розібрано на пиломатеріали для побудови школи.

## Клірики
Відомі: Петро Романовський, Федір Лук'янович Засядько (у  1778 став монахом), Климент Фукалевський, Григорій Кир'яков (пом. 1811), Трасевич Петро(1865), Микола Кирилович Скитський (у сані з 1897, пом. 1902), Григорій Микитович Кирієв (1912), Кирило Васильович Скитський (позаштатний 1902)

### Дьяки
Табуранський Яків(1865), Орисенко Константин.

### Псаломщики
Лев Данилович Черницький (1902, 1912, на посаді з 1867);

### Церковні старости
Казенний селянин Іван Олексійович Чабанівський (1871-1874), відставний солдат Федір Кирилович Чабановський (1902), Тихін Іванович Семененко( в 1903 році згадується як завідувач лютенської бібліотеки) (1912), козак Патрикій Діброва (1913).